# Niu Huj-csün
Niu Huj-csün (kínaiul: 牛 惠君) Csingtao, 1969. január 13. –) kínai nemzetközi női labdarúgó-játékvezető. Polgári foglalkozása tanár.

## Pályafutása

### Nemzetközi játékvezetés
A Kínai labdarúgó-szövetség Játékvezető Bizottsága (JB) terjesztette fel nemzetközi játékvezetőnek, a Nemzetközi Labdarúgó-szövetség (FIFA) 2004-től tartotta nyilván női bírói keretében. A FIFA JB központi nyelvei közül a angolt beszéli. 2005-ben a Délkelet-ázsiai labdarúgó-játékokon, 2006-ban az Ázsiai labdarúgó-játékokon kapott játékvezetői feladatokat.

#### Női labdarúgó-világbajnokság
A világbajnoki döntőkhöz vezető úton Kína rendezte az 5. , a 2007-es női labdarúgó-világbajnokságot, ahol a FIFA JB játékvezetőként alkalmazta. Selejtező mérkőzéseket az AFC zónában vezetett. Világbajnokságon vezetett mérkőzéseinek száma: 2

##### 2007-es női labdarúgó-világbajnokság
A 2006-os Női Ázsia-kupa az Ázsiai Labdarúgó-szövetség (AFC) által szervezett labdarúgó torna, amely egyben a világbajnokság selejtezője.

###### Selejtező mérkőzés
| Időpont          | Helyszín                  | Mérkőzés típusa           | Mérkőzés           | Eredmény | Nézők száma |
| ---------------- | ------------------------- | ------------------------- | ------------------ | -------- | ----------- |
| 2006. július 16. | Városi Stadion, Hindmarsh | előselejtező (B. csoport) | Mianmar–Thaiföld   | 1 – 2    | 200         |
| 2006. július 20. | Városi Stadion, Hindmarsh | előselejtező (B. csoport) | Dél-Korea–Thaiföld | 11 – 0   | 200         |

###### Világbajnoki mérkőzés
| Időpont              | Helyszín                        | Mérkőzés típusa              | Mérkőzés            | Eredmény | Nézők száma |
| -------------------- | ------------------------------- | ---------------------------- | ------------------- | -------- | ----------- |
| 2007. szeptember 11. | Városi Stadion, Csengtu         | csoportmérkőzés (B. csoport) | Nigéria–Svédország  | 1 – 1    | 35 100      |
| 2007. szeptember 15. | Yellow Dragon Stadion, Hangcsou | csoportmérkőzés (C. csoport) | Ausztrália–Norvégia | 1 – 1    | 33 835      |

#### Ázsiai labdarúgó-játékok
Katar rendezte a 2006-os női ázsiai labdarúgó-játékokat, ahol a AFC JB  játékvezetőként tevékenykedett.

##### 2006-os női ázsiai labdarúgó-játékok
| Időpont            | Helyszín                       | Mérkőzés típusa              | Mérkőzés            | Eredmény |
| ------------------ | ------------------------------ | ---------------------------- | ------------------- | -------- |
| 2006. november 30. | Suheim Bin Hamad Stadion, Doha | csoportmérkőzés (D. csoport) | Észak-Korea–Vietnam | 5 – 0    |
| 2006. december 13. | Suheim Bin Hamad Stadion, Doha | döntő                        | Japán–Észak-Korea   | 0 – 0    |

#### Olimpiai játékok

##### 2008. évi nyári olimpiai játékok
A 2008. évi nyári olimpiai játékok labdarúgó tornáján a FIFA JB bírói szolgálatra alkalmazta.

###### Női labdarúgótorna a 2008. évi nyári olimpiai játékokon
| Időpont            | Helyszín                           | Mérkőzés típusa              | Mérkőzés             | Eredmény | Nézők száma |
| ------------------ | ---------------------------------- | ---------------------------- | -------------------- | -------- | ----------- |
| 2008. augusztus 9. | Senjangi Olimpiai Stadion, Senjang | csoportmérkőzés (F. csoport) | Brazília–Észak-Korea | 2 – 1    | 19 616      |

## Sportvezetőként
Aktív pályafutását befejezve az AFC JB, FIFA JB instruktor, oktatója, ellenőre.